# إم. جي. أكبر
إم. جي. أكبر هو صحفي وكاتب وسياسي هندي، ولد في 11 يناير 1951 في كلكتا في الهند. نشط حزبياً في حزب بهاراتيا جاناتا.

## مناصب
- في الانتخابات العمومية الهندية 1989 [الإنجليزية]‏، انتخب عضو لوك سابها التاسعة ‏ خلال فترته النيابية [الإنجليزية]‏ (2 ديسمبر 1989 – 13 مارس 1991).
- انتخب عضو راجيا سابها [الإنجليزية]‏ عن دائرة ماديا براديش ‏ وقد انضم خلال فترته النيابية للكتلة البرلمانية حزب بهاراتيا جاناتا.
- انتخب وزير دولة  [لغات أخرى]‏.
- انتخب عضو لوك سابها [الإنجليزية]‏.

## وصلات خارجية
- الموقع الرسمي